# Raúl Toro Julio
Raúl Toro Julio   (Copiapó, 21 de febrer de 1911 - Santiago de Xile, 30 d'octubre de 1982) fou un futbolista xilè de la dècada de 1930.
És considerat com el millor futbolista xilè d'abans de la Segona Guerra Mundial.
Pel que fa a clubs, defensà els colors de Santiago Morning i Santiago Wanderers.
Fou 13 cops internacional amb la selecció de Xile. essent el màxim golejador de la Copa Amèrica de 1937.